# Novacek
Pour les articles homonymes, voir Novacek (homonymie).
Novacek est une série télévisée française en six épisodes de 90 minutes créée par Didier Daeninckx , produite par Jérôme Minet /Tanaïs prod et diffusée du 18 novembre 1994 au 18 janvier 1996 sur France 2.

## Synopsis
Journaliste d'investigation, fils d'un footballeur tchèque, François Novacek est devenu détective. Ses enquêtes l'emmènent dans toute l'Europe pour résoudre des affaires de meurtres.

## Distribution
- Patrick Catalifo : François Novacek
- Ann-Gisel Glass : Nadège, médecin, femme de François
- Jean-Paul Roussillon : Bob Delsarthe, policier à la retraite
- Michèle Amiel : Odette
- Philippe Demarle : Alain

## Épisodes
| № | Titre                 | Réalisation       | Scénario                                        | Première diffusion |
| --- | --------------------- | ----------------- | ----------------------------------------------- | ------------------ |
| 1 | Le Croisé de l’ordre  | Marco Pico        | Simon Michaël et Laurent Chouchan               | 18 novembre 1994   |
| Lorsqu'il s'occupe de découvrir l'assassin d'un inspecteur de police, Novacek mène ses recherches dans le quartier de La Défense, entre affaires immobilières et cercles policiers prêts à se débarrasser des brebis galeuses. |                       |                   |                                                 |                    |
| 2 | Souvenirs d'Anvers    | Marc Lobet        | Didier Daeninckx, Michel Khleifi, Simon Michaël | 25 novembre 1994   |
| Novacek se rend à Anvers pour élucider l'enlèvement et le meurtre du baron de Kerkhoven. Une amie journaliste l'aide à évoluer dans le milieu des nationalistes flamands.                                                      |                       |                   |                                                 |                    |
| 3 | La Star de Babelsberg | Peter Goedel (de) | Simon Michaël et Marie Montarnal                | 9 décembre 1994    |
| À l'appel d'une ancienne vedette de cinéma, Novacek enquête sur le meurtre par overdose d'une jeune Allemande de l'ex-RDA. Il découvre l'Allemagne réunifiée, et la ville de Berlin encore marquée par la chute du communisme. |                       |                   |                                                 |                    |
| 4 | Cargo infernal        | Fernando Silva    | Laurent Chouchan et Simon Michaël               | 4 janvier 1996     |
| Novacek part pour Lisbonne pour éclaircir la mort de Jorge, alors qu'il essayait de sauver un clandestin africain. |                       |                   |                                                 |                    |
| 5 | Un château en Bohème  | Andrzej Kostenko  | Simon Michaël                                   | 11 janvier 1996    |
| Pour enquêter sur la disparition d'un écrivain français en Bohême-Moravie, Novacek part pour Prague. |                       |                   |                                                 |                    |
| 6 | Guérilla              | Andrzej Kostenko  | Simon Michaël                                   | 18 janvier 1996    |
| Novacek se rend d'abord dans le sud de la France pour se pencher sur l'assassinat d'un viticulteur, mais son enquête le mènera en Catalogne.                                                                                   |                       |                   |                                                 |                    |

## Commentaires
Olivier Manoury a composé et joué au bandonéon la musique du générique.